# Maruyung
Maruyung is een bestuurslaag in het regentschap Bandung van de provincie West-Java, Indonesië. Maruyung telt 14.841 inwoners (volkstelling 2010).